# Brett Steven
Brett Steven (Auckland, 26 aprile 1969) è un ex tennista neozelandese.

## Biografia
In singolare ha ottenuto come miglior risultato il quarto di finale agli Australian Open 1993, eliminando sulla sua strada Thomas Muster prima di arrendersi a Pete Sampras. Nell'ATP tour ha disputato tre finali uscendone sempre sconfitto. Nel ranking mondiale ha raggiunto la 32ª posizione. Ha rappresentato il suo Paese alle Olimpiadi del 1996, ma è uscito subito al primo turno.
Nel doppio ha conquistato nove titoli su diciassette finali e raggiunto la sedicesima posizione in classifica.

## Statistiche

### Finali perse (3)
| Legenda                   |
| Grande Slam (0)           |
| ATP World Tour Finals (0) |
| ATP Masters 1000 (0)      |
| ATP World Tour 500 (0)    |
| ATP World Tour 250 (3)    |

| N  | Data           | Torneo                                         | Superficie | Avversario in finale | Punteggio        |
| 1. | 23 agosto 1993 | Schenectady Open, Schenectady                  | Cemento    | Thomas Enqvist       | 4-6, 6-3, 7–6(0) |
| 2. | 8 gennaio 1996 | Heineken Open, Auckland                        | Cemento    | Jiří Novák           | 6-4, 6-4         |
| 3. | 7 luglio 1997  | Campbell's Hall of Fame Championships, Newport | Erba       | Sargis Sargsian      | 7–6(0), 4-6, 7-5 |